# Steffen Zühlke
Steffen Zühlke   (Schwerin, 28 d'abril de 1965) és un remer alemany, ja retirat, que va competir sota bandera de la República Democràtica Alemanya durant la dècada de 1980.
El 1988 va prendre part en els Jocs Olímpics d'Estiu de Seül, on va guanyar la medalla de bronze en la competició del quàdruple scull del programa de rem. Formà equip amb Jens Köppen, Steffen Bogs i Heiko Habermann.
En el seu palmarès també destaca una medalla d'or al Campionat del món júnior de 1982, una altra a les Universíades de 1987 i el campionat alemany del quàdruple scull de 1988 i 1990.